# Microcebus rufus
El lémur ratón rojizo (Microcebus rufus) es una especie de primate estrepsirrino perteneciente a la familia Cheirogaleidae.
Esta es una pequeña especie de lémur ratón endémica de la isla de Madagascar. Su espalda tiene una coloración castaña a castaña rojiza. El vientre es grisáceo claro.
Era originalmente considerada (hasta 1977) como una subespecie de Microcebus murinus. A partir de cuando se reclasificó como especie.
Puede ser encontrado en la selva tropical de la parte oriental de Madagascar. Es un animal nocturno y solitario.